# Rolf Österreich
Rolf Österreich (28 novembre 1952) è un ex pattinatore artistico su ghiaccio tedesco, specializzato nel Pattinaggio artistico su ghiaccio a coppie.
Con Romy Kermer ha ottenuto la medaglia d'argento olimpica nel 1976.

## Palmarès
Coppie con Romy Kermer
| Internazionali                     | Internazionali | Internazionali | Internazionali | Internazionali |
| Evento                             | 1973           | 1974           | 1975           | 1976           |
| ---------------------------------- | -------------- | -------------- | -------------- | -------------- |
| Giochi olimpici invernali          |                |                |                | 2°             |
| Campionati mondiali                | 5°             | 3°             | 2°             | 2°             |
| Campionati europei                 | 5°             | 2°             | 2°             | 2°             |
| Nazionali                          |                |                |                |                |
| Campionati della Germania dell'Est | 1°             | 2°             | 1°             | 1°             |

Coppie con Marlies Radunsky
| Internazionali                     | Internazionali | Internazionali |
| Evento                             | 1970–71        | 1971–72        |
| ---------------------------------- | -------------- | -------------- |
| Campionati europei                 | 6°             | 7°             |
| Prize of Moscow News               | 7°             |                |
| Nazionali                          |                |                |
| Campionati della Germania dell'Est | 3°             | 3°             |

Individuale maschile
| Internazionali | Internazionali |
| Evento         | 1967–68        |
| -------------- | -------------- |
| Praga Skate    | 6°             |